# パレオイソプス
パレオイソプス（Palaeoisopus）は、約4億年前のデボン紀に生息した化石ウミグモ類の一属。平たい脚と長い腹部をもつ、独特な姿をした遊泳性のウミグモである。ドイツのフンスリュック粘板岩で見つかったウミユリヤドリグモ（Palaeoisopus problematicus）という1種のみによって知られる。

## 発見と研究史

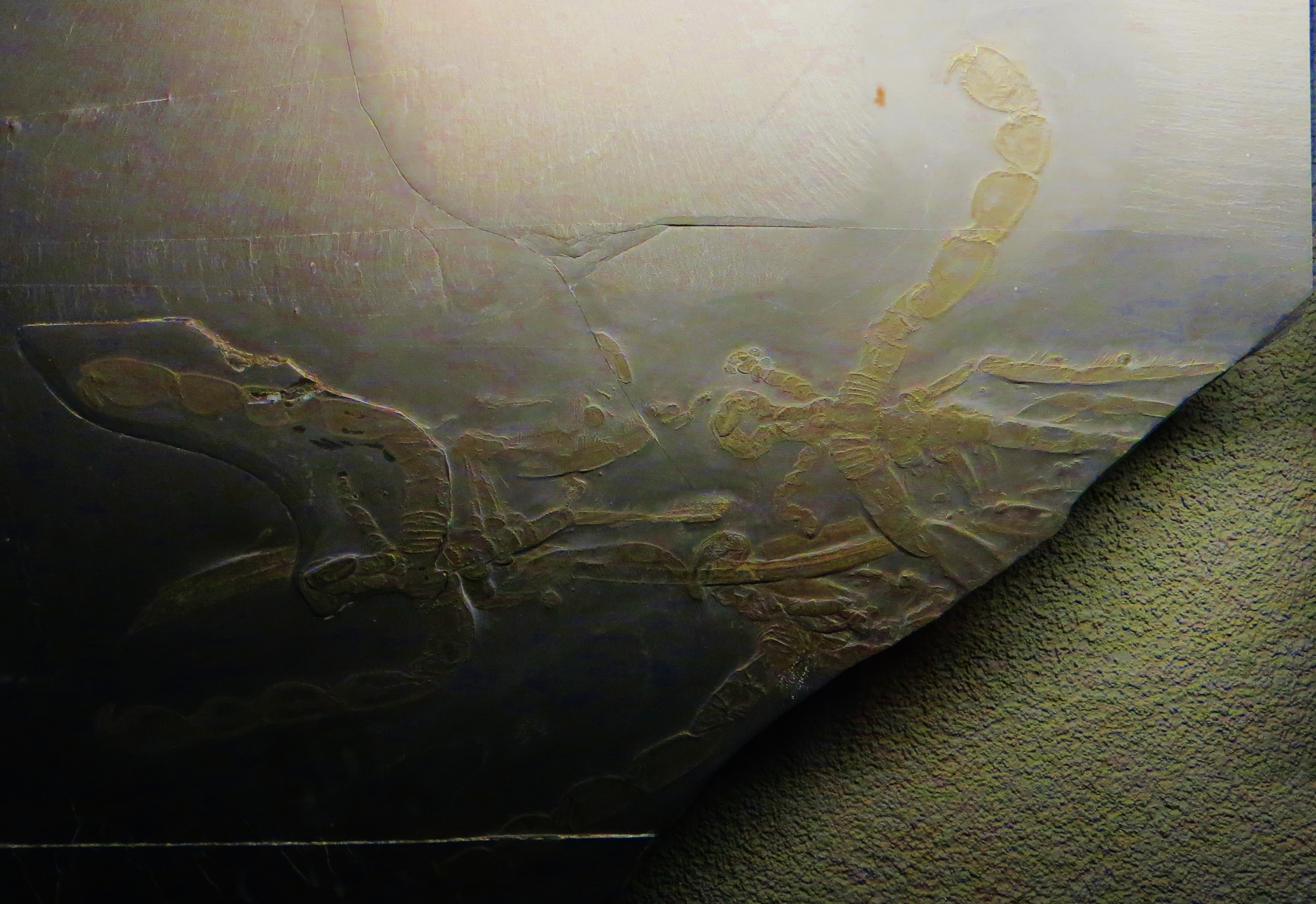
パレオイソプスの群れの化石標本
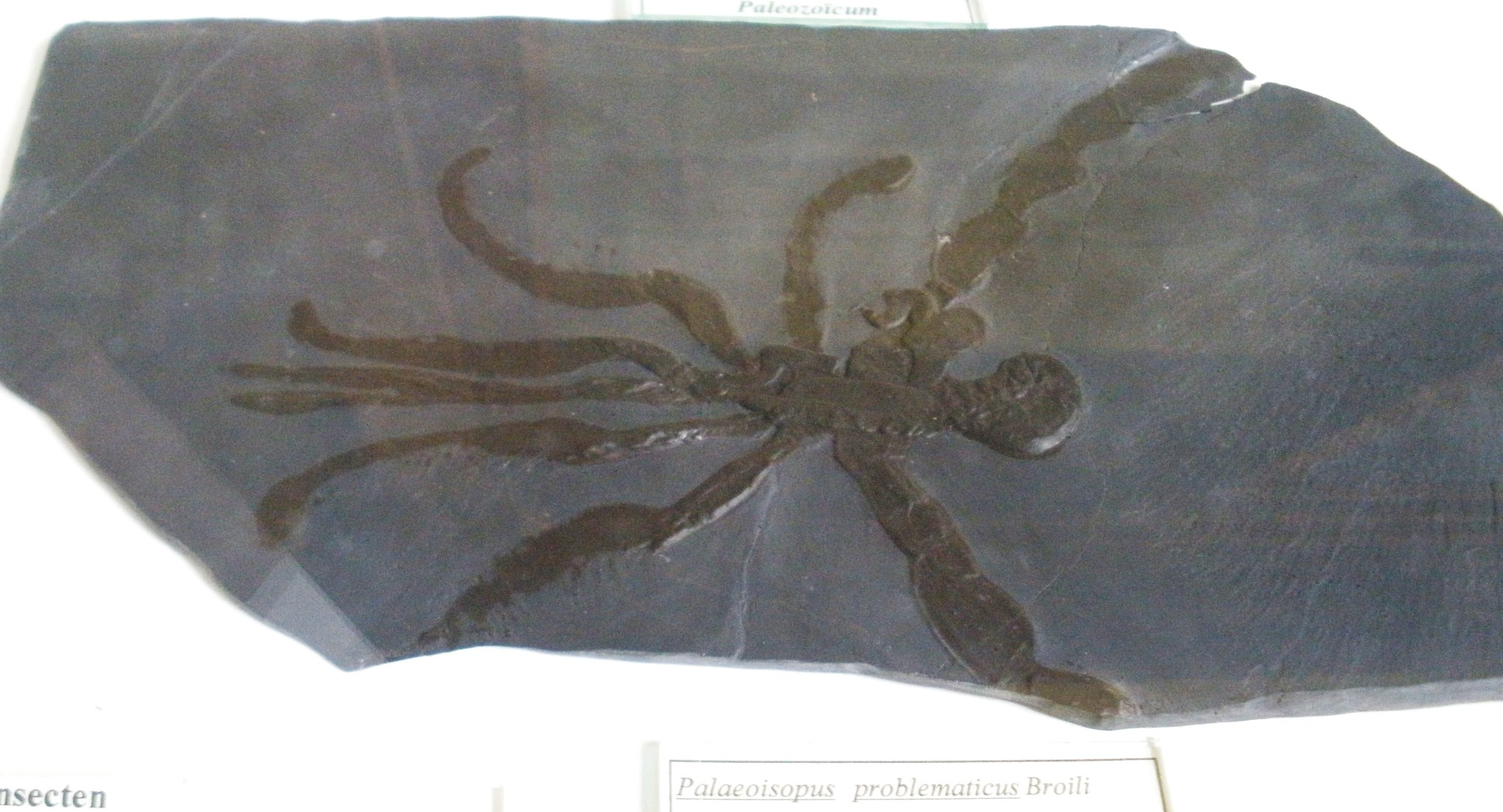
パレオイソプスの化石標本（頭部は左側に向く）

パレオイソプスの化石標本は、デボン紀前期（約4億年前）の堆積累層に当たるドイツの化石産地フンスリュック粘板岩（Hunsrück Slate）のみから発見される。この化石産地は独特な姿をした化石ウミグモ類を少なからず含んでいるが、その中でもパレオイソプスは代表的で発見例は多く、2024年時点では80点を超える化石標本が知られている。
本属は Broili 1928 で正式に命名されていたが、当時は等脚類 (Isopoda) の甲殻類と誤解釈されており、これが本属の学名 Palaeoisopus の由来となっている。Broili 1932 以降ではウミグモとされるようになったが、それでも本属は数十年間も前後逆さまに復元され、長い腹部を分節した吻、重なり合った鋏肢を丸い腹部と誤解釈された。Lehmann 1959 によって行われる再検証ではX線技術を用いて、かつて腹部と思われた部分は対になる鋏肢だと判明し、その周辺からも眼丘・吻・担卵肢などの頭部構造が発見された。従ってこの端は頭部であり、かつて吻と思われた細長い端は腹部だと分かった。同様にX線技術で検証し、多くの新たな化石標本に基づいた Bergström et al. 1980 の再記載では、Lehmann 1959 の見解をほぼ認めつつ、本属の各部位は更に細かく分析・復元された。X線とRTI技術で既存と新たな化石標本を分析した Sabroux et al. 2024 では、本属の復元を頭部構造を中心に更に細かく更新された。

## 形態

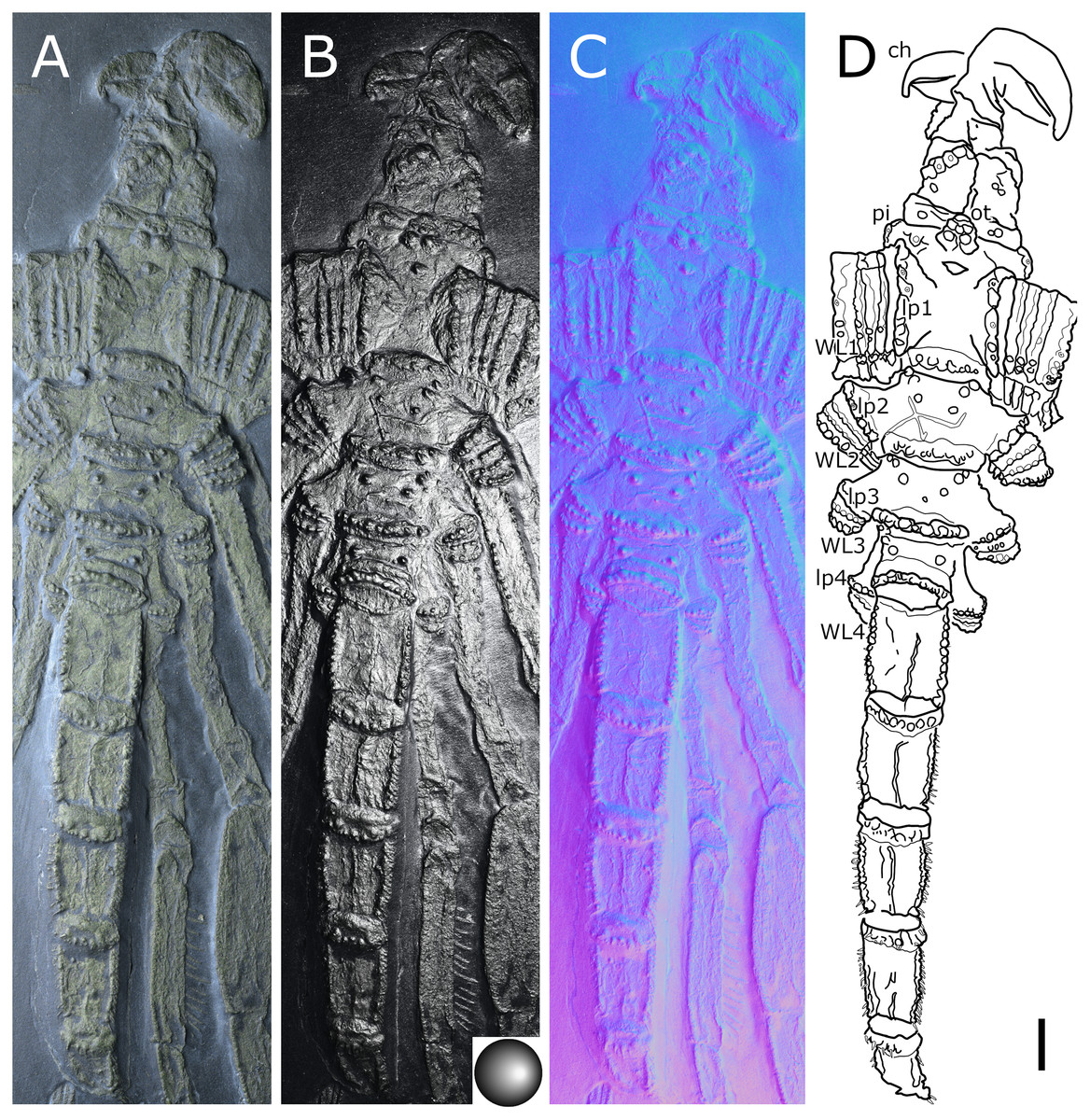
本体部分

体長は最小でも12.5cmで、脚を広げると32cmから40cmに達し、現生のオオウミグモ属に匹敵するほど大型のウミグモである。脚の縁や各部位の関節にこぶが並んでおり、平板状で形態分化した脚・長い腹部・剣状の尾節など、ウミグモとして他の類に見られないほどの特異な形質を多く有する。

### 頭部

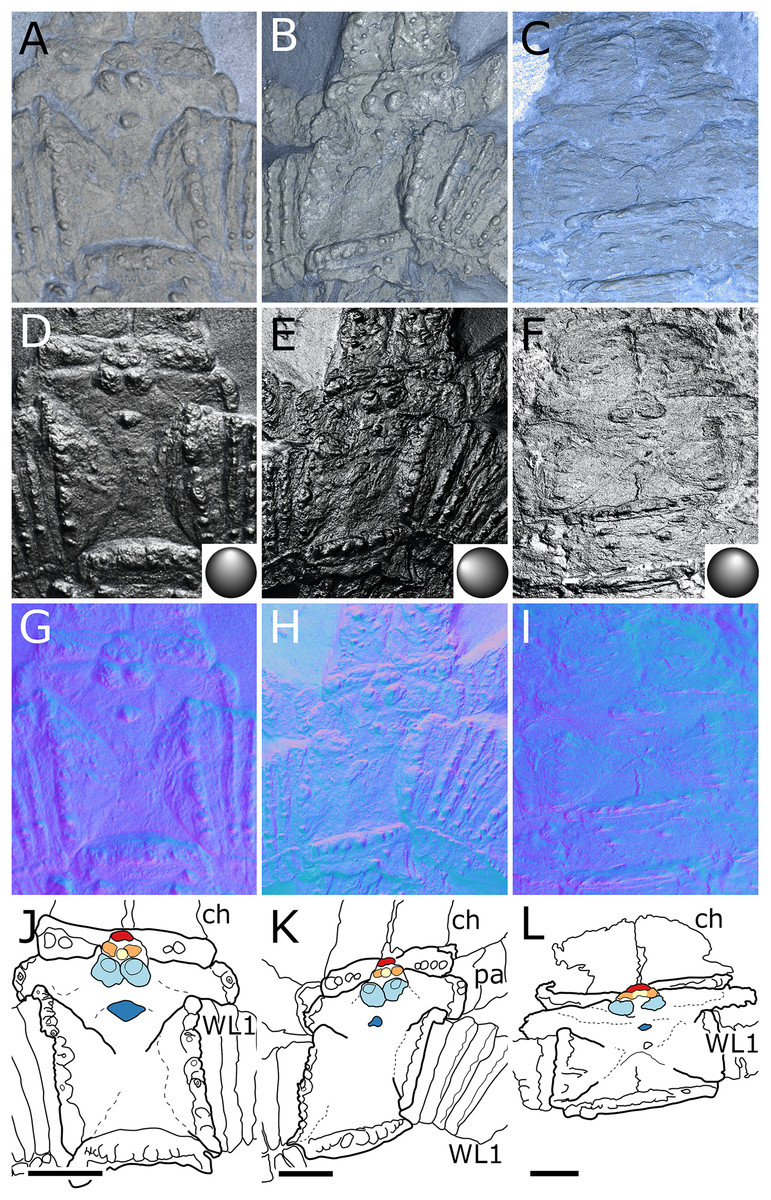
眼丘
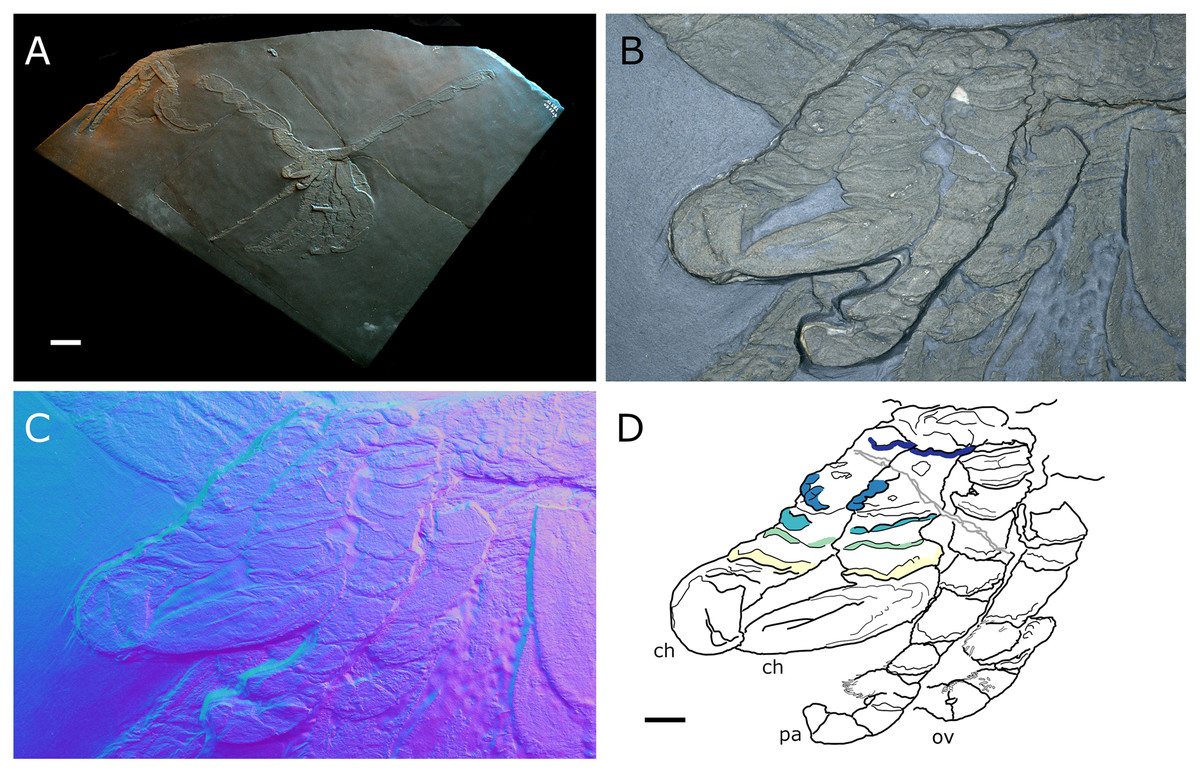
鋏肢、触肢と担卵肢
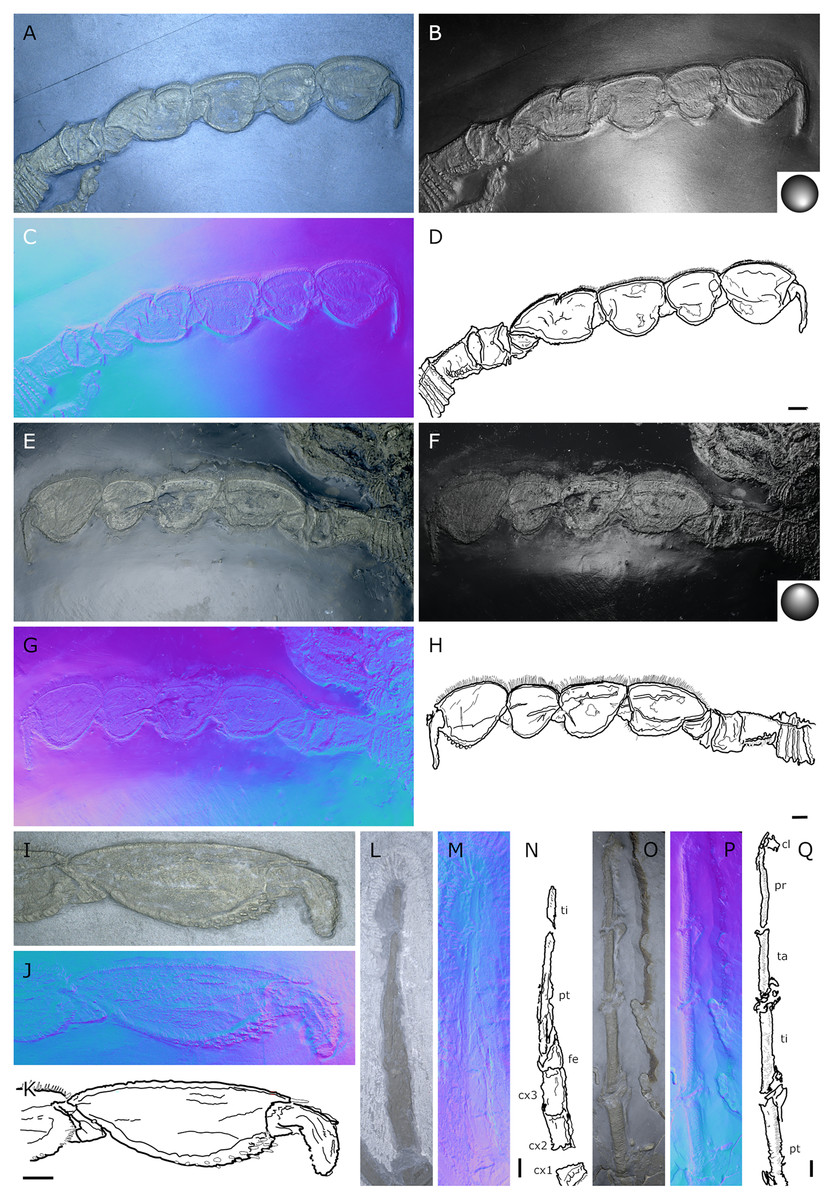
第1脚

頭部（cephalon, cephalosoma）は四角く、左右の接脚突起 (lateral process) は非常に短い。ウミグモの基本として眼丘と吻、および鋏肢・触肢・担卵肢・第1脚という4対の付属肢（関節肢）をもつ。
頭部前縁の背面に眼丘（ocular tubercle）が備わるが、眼の解釈は文献によって異なる。従来の復元では左右でやや大きな1対と、それぞれ前後で正中線に備わる2つの小さな眼がある。これは左右で2対となる通常のウミグモの眼の配置とは大きく異なる。なお、Sabroux et al. 2024 では全てが単なる突起であり（左右2対に正中線3つで計7つ、そのう前方の1対は一部の現生ウミグモ類にも見られる lateral sense organ という感覚器）、眼はなかったと解釈される。
頑丈な鋏肢（chelifore, cheliphore）は正面に突き出しており、先端2節は強大な鋏をなしている。柄部は従来では3節と解釈されており、これは既知のウミグモの鋏肢中では最多である（他のウミグモは通常1節で、最多でも2節である）。なお、遠位部の2節に見える部分は単に隆起線で、すなわち柄部は2節の可能性がある。
円筒状の吻（proboscis）は鋏肢の直後、頭部前腹側の中央から突き出している。この吻は常に頭部の下で後ろ向きに折り畳むため、背側からは観察できない。
触肢（palp）は頭部の左右に備わっており、基部2節の環節構造 (annulation) と残りの9節に分れている（そのうち最初の1節は環節構造=真の第1節の一部とも考えられ、これによると現生ウミグモ同様な9節となる）。先端から4番目の肢節は内側に1本の突起があり、先端の3節にあわせてC字状の亜鋏状構造をなしている。
担卵肢（oviger）は頭部の前腹側に備わっている。おそらく10節で（基部3節の環節構造を1節とし、第7節の存在は推測的）、内縁に沿って刺毛（剛毛 setae）が生えており、先端には1本の爪がある。個体によって欠如した場合があり、これはヨロイウミグモ科のように性的二形（担卵肢を欠く個体はメス）を表す特徴ではないかと考えられる。
第1脚は頭部の左右に備わって大きく伸び、他の脚に比べてやや特化しており、最も発達している。基部には4節の環節構造があり、それに続いて7節の発達した肢節がある。基部3節は分厚く、先端4節は平たいオール状となり、後者の各肢節の幅はさほど変わらず、前3節の内縁先端および外縁全体に短い刺毛が生える。先端は1本の鉤爪がある。

### 胴部と腹部
胴部（trunk、もしくは胸部 thorax）は3節の胴節があって、後方ほどわずかに短縮し、背側は対になるこぶが生えている。接脚突起は短いラッパ状で後方の脚ほど後ろに向く。
残り3対の脚（第2-4脚）は各胴節に1対ずつ配置され、後方ほどわずかに短くなる。これらの脚の大まかな形態は第1脚に似ているが、次の相違点が見られる。基部の環節構造の数は第1脚より少なく（順に3・2・2節となる）、その直後の肢節数は8節で第1脚より1節多い。基部3節は第1脚と同様に分厚くなるが、最初の肢節は長く伸びていた。残り5節は全てが平たいオール状だが、第1脚とは異なって先端ほど小さくなり、各肢節の内縁に発達した2列の刺毛が並ぶ。先端は第1脚と同じく1本の鉤爪がある。
腹部（abdomen）は体長の半分を超えるほど発達し、外見上では4節の腹節と1本の剣状の尾節（telson）が見られる。腹側の節間膜は背側より幅広く、下向きの湾曲動作に適している。肛門は尾節の腹側途中に開いている。なお、鋏角類の肛門は通常では尾節の直前に開くものであるため、これは単なる尾節ではなく、第5腹節と真の尾節の融合でできたものではないかという説もある。いずれにせよ、これは通常のウミグモで極端に短縮し、分節が存在しない腹部とは大きく異なる。

## 生態

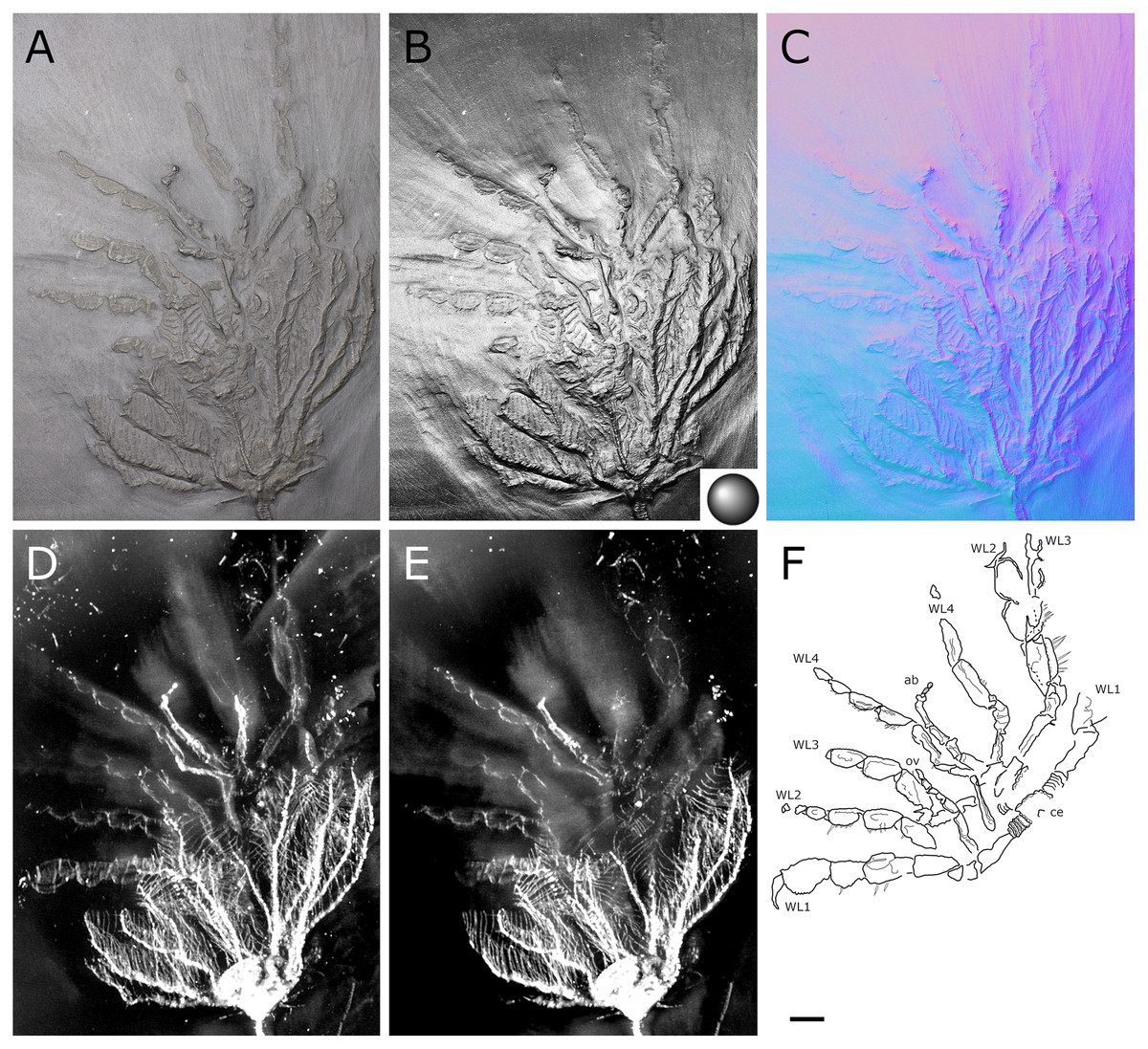
ウミユリと共に保存された個体

パレオイソプスは遊泳性のウミグモで、大きく平たい脚を用いて上手に海を泳ぎ、強大な鋏肢と脚の爪は捕食性に適したと考えられる。従来の復元では、発達した目とウミユリにくっついた化石標本を基に、パレオイソプスの優れた遊泳能力で長い茎に支えられ、高い位置にあるウミユリを探して捕食した可能性を示された。しかし Sabroux et al. 2024 では視力がなかったとされ、ウミユリにくっつくのは知られる限り幼体化石のみだったことから、比較的遊泳能力の低い幼体だけウミユリに依存して生活したと考えられる。

## 分類

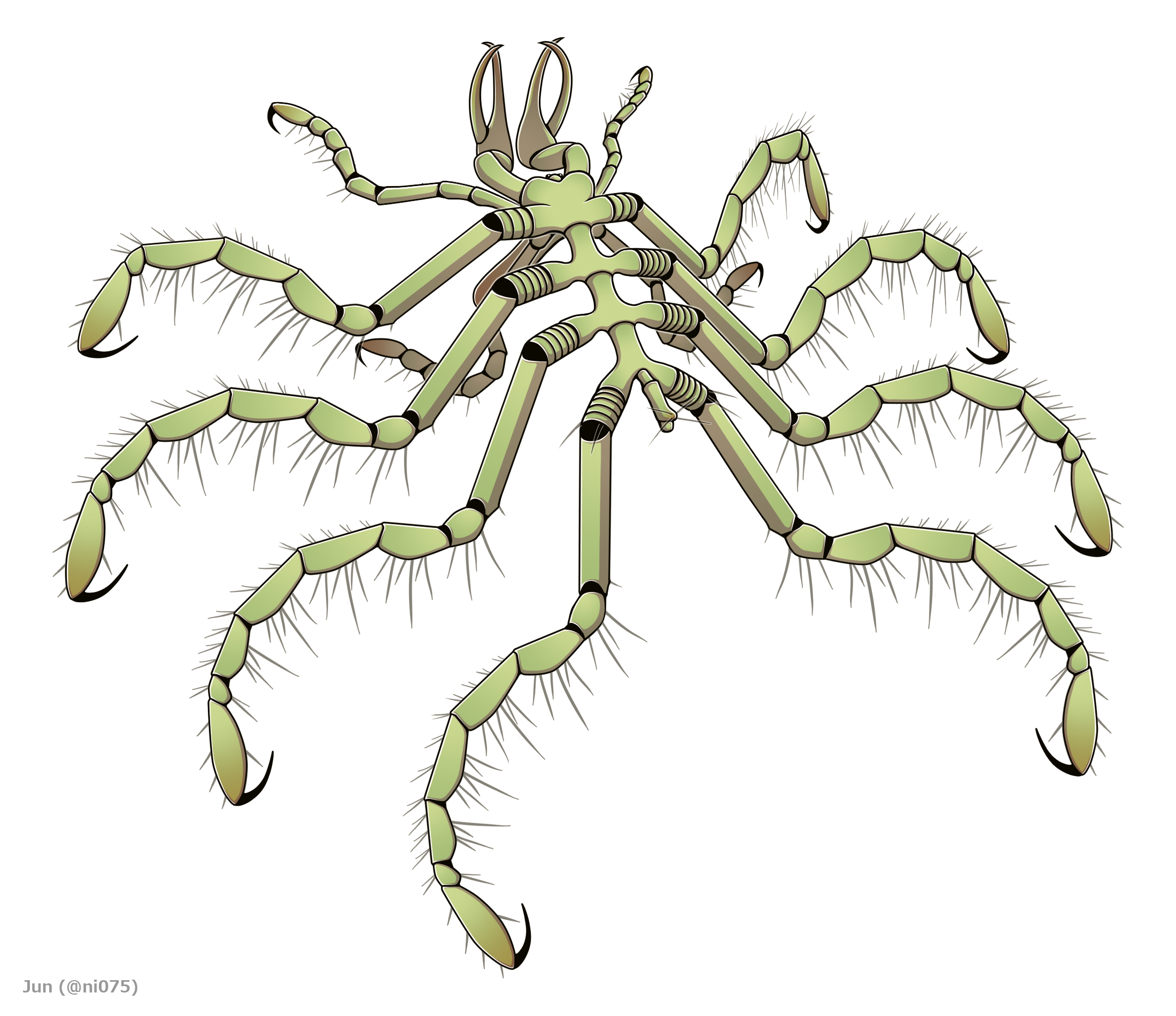
ハリエステス
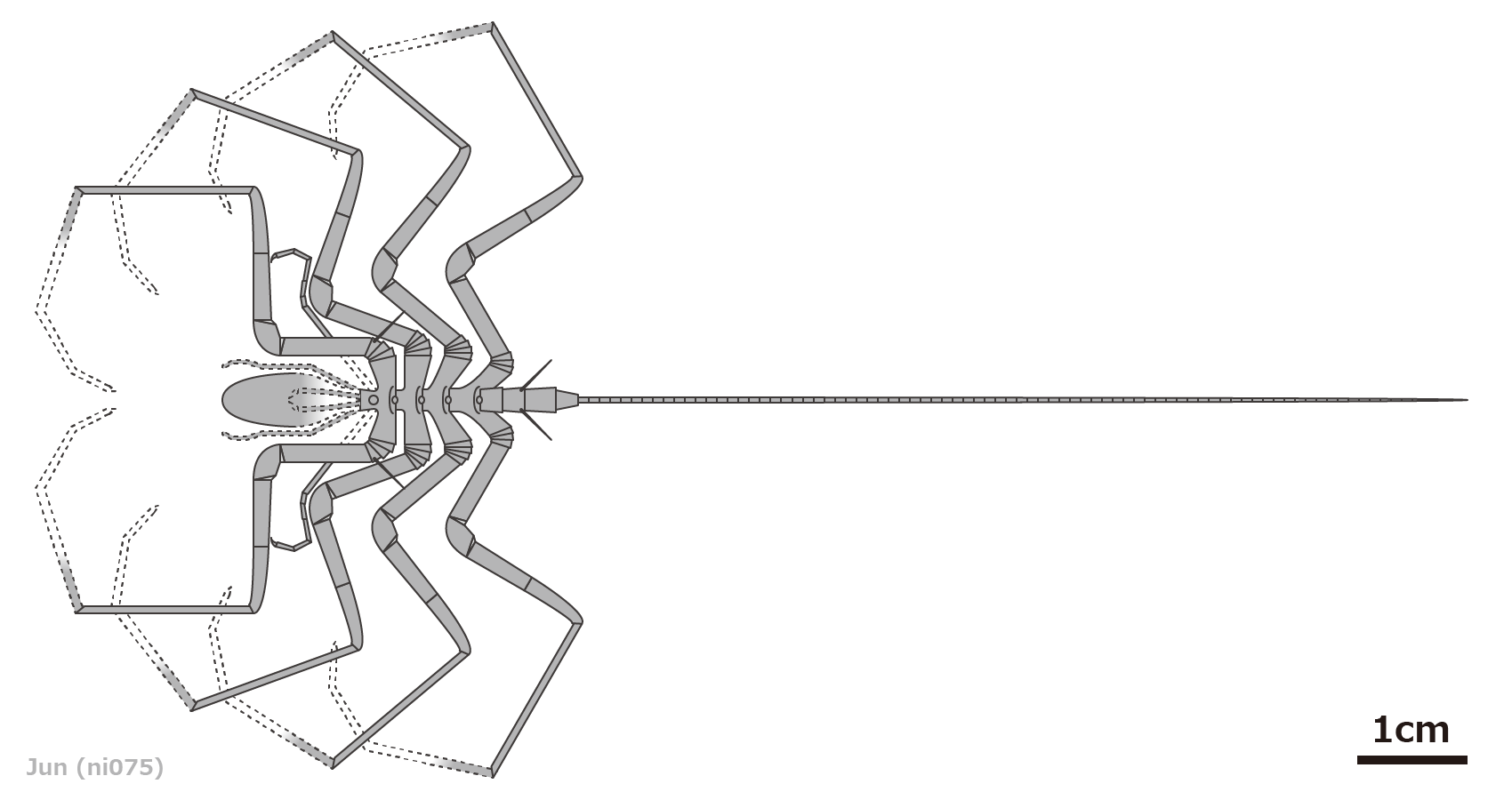
フラジェロパントプス

現生ウミグモ類の内部系統に含まれるとする系統解析結果もあるが、多くの場合、パレオイソプスは基盤的なウミグモとされ、本属の発達した腹部と尾節は祖先形質だと考えられる。これにより、ウミグモの最も近い共通祖先は発達した腹部をもち、現生の系統群（皆脚目）に至るほど退化的になったと推測される。
パレオイソプスに類するほどのウミグモ類は知られていないが、同じ古生代ウミグモの中ではパレオパントプスを始めとして本属と同様な環節構造をもつものが多く、中でもハリエステスとペンタパントプスは本属と似た刺毛のある平たい脚を、フラジェロパントプスは短いながらも明確に分節した腹部と鞭状の尾節（鞭状体 flagellum）をもつ。
パレオイソプス（パレオイソプス属 Palaeoisopus）はウミユリヤドリグモ（Palaeoisopodus problematicus）という1種のみによって知られ、ウミグモ綱の中で本属は独自にパレオイソプス目（Palaeoisopoda）パレオイソプス科（Palaeoisopodidae、ウミユリヤドリグモ科）に分類される。